# Julius Korngold
Julius Korngold (Brno, 24 de desembre de 1860 - Los Angeles, 25 de setembre de 1945) fou un destacat crític musical austríac. Va ser considerat el principal crític de Viena de principis del segle xx, quan la ciutat era vista com el centre de la música clàssica. És conegut per la seva defensa de les obres de Gustav Mahler en un moment en què molts no pensaven com ell. Va ser el pare del compositor Erich Wolfgang Korngold, amb qui va escriure el llibret de l'òpera Die tote Stadt (sota el pseudònim de Paul Schott).